# Rot-Weiß Werdau
Der SV Rot-Weiß Werdau ist ein deutscher Mehrspartenverein aus Werdau im Landkreis Zwickau, der Leichtathletik, Skisport und Kegeln anbietet. Die ehemalige Fußballabteilung spielte 13 Jahre in der DDR-Liga und nahm vierzehnmal am FDGB-Pokal teil.

## Verein (Fußball)

### Gründung der Betriebssportgemeinschaft

Altes BSG-Logo

Als 1945 auf Befehl der Besatzungsmächte alle Vereine aufgelöst werden mussten, gründete sich daraufhin in Werdau die „Sportgemeinschaft (SG) Werdau“, aus der 1946 die „Sportgemeinschaft (SG) Reichsbahn“ wurde. Sie erfuhr bis 1950 weitere Umbenennungen in „SG Ernst Grube“ und „Lowa Werdau“. Im Laufe des Jahres 1950 wurde der DDR-Fußball durch die Gründung von Betriebssportgemeinschaften (BSG) auf eine neue ökonomische Basis gestellt, und so spielten die Westsachsen ab 1951 als „BSG Motor Werdau“. Als Trägerbetrieb der Betriebssportgemeinschaft fungierte der VEB Kraftfahrzeugwerk „Ernst Grube“ Werdau.

### Zwischen Bezirksliga und DDR-Liga
Sportliche Erfolge stellten sich bereits ab 1957 mit dem Aufstieg in die Bezirksliga Karl-Marx-Stadt ein. Nach der Vizemeisterschaft im ersten Jahr schaffte Werdau 1959 vor der BSG Motor Zschopau den Aufstieg in die II. DDR-Liga. In der damals dritthöchsten Spielklasse des Fußballverbandes der DDR spielte Motor Werdau bis zu deren Auflösung im Jahr 1963. Die Mannschaft musste daraufhin in der nun drittklassigen Bezirksliga antreten, bis 1971 der Aufstieg in die DDR-Liga gelang. Gleich in der ersten Spielzeit der zweithöchsten Spielklasse erreichte die BSG Motor Werdau in ihrer Ligastaffel einen nicht für möglich gehaltenen Staffelsieg. In der folgenden Aufstiegsrunde zur DDR-Oberliga reichte es aber nur für den letzten Platz. Gegen den späteren Aufsteiger Rot-Weiß Erfurt unterlag Werdau chancenlos mit 1:11, welches deutlich das Niveaugefälle zwischen Klubs und Betriebssportgemeinschaften aufzeigte. 1976 konnte Werdau noch einmal Staffelsieger in der DDR-Liga werden. Auch In ihrem zweiten Anlauf in der Oberliga-Aufstiegsrunde erreichten die Werdauer hinter den späteren Aufsteigern 1. FC Union Berlin und Hansa Rostock deutlich abgeschlagen nur den dritten Rang.
| Stammelf der Saison 1975/76 Peter Meyer Reinhard Wagner Ulrich Zeuke, Diethard Beyer, Gert-Rainer Stephan Achim Solleder, Peter Brändel, Karl-Heinz Bauer Wolfgang Hoyer, Bernd Geibel, Ralf Neubert |

Auch 1979 scheiterte Motor Werdau hinter Energie Cottbus als Zweitplatzierter nur knapp an einer dritten Aufstiegsrunde. Mit der Ligareform im Jahr 1984, in der die Spielklasse von fünf auf zwei Staffeln reduziert wurde, erfolgte der erneute Abstieg in die Bezirksliga.

### FDGB-Pokal
Im DDR-Pokalwettbewerb (FDGB-Pokal) konnte die BSG vor allem in den 1970er Jahren für einige Überraschungen sorgen. In der Saison 1976/77 kamen die Werdauer nach einem 3:1-Sieg über den Oberligisten Wismut Aue bis in das Achtelfinale (3:5, 3:3 gegen den Halleschen FC Chemie). Ein Jahr später konnten die Westsachsen nach Siegen gegen den 1. FC Union Berlin (3:1) und den FC Karl-Marx-Stadt (1:0, 3:2) bis in das Viertelfinale vordringen. Dort unterlag Motor Werdau gegen Dynamo Dresden mit 1:5 und 0:3. Auch 1985 traf Motor Werdau, diesmal als drittklassiger Bezirksligist, noch einmal im Pokal auf Dynamo, unterlag aber diesmal deutlich in der 1. Runde mit 0:10.

### Fußball-Statistik
- Teilnahme DDR-Liga: 1971/72 bis 1983/84
- Teilnahme II. DDR-Liga: 1960, 1961/62, 1962/63
- Ewige Tabelle der DDR-Liga: Rang 46

### Namhafte Fußballspieler
Zahlreiche Fußballspieler kamen vor oder nach ihrer Zeit in Werdau zu Einsätzen in der höchsten DDR-Spielklasse Oberliga, mit Jürgen Bähringer auch in der DDR-Nationalmannschaft:
| Name                | in Werdau | von / nach                      | Oberligaspiele         |
| ------------------- | --------- | ------------------------------- | ---------------------- |
| Alfons Babik        | 1976–1982 | von Wismut Aue                  | 135                    |
| Jürgen Bähringer    | 1972–1973 | zum FC Karl-Marx-Stadt          | 350 1 Länderspiel      |
| Thorsten Bittermann | - 1982    | zum FC Karl-Marx-Stadt          | 45 184 × 2. Bundesliga |
| Ludwig Blank        | 1979–1983 | von Sachsenring Zwickau         | 136                    |
| Peter Brändel       | 1972–1981 | von Sachsenring Zwickau         | 92                     |
| Rainer Kunde        | 1981–1982 | nach Wismut Aue                 | 82                     |
| Gunter Lippmann     | 1978–1984 | von Sachsenring Zwickau         | 75                     |
| Peter Meyer         | 1972–1984 | von Dynamo Dresden              | 86                     |
| Peter Nestler       | 1973–1982 | 1974/79 bei Sachsenring Zwickau | 94                     |
| Gert-Rainer Stephan | 1974–1990 | 1979/84 bei Sachsenring Zwickau | 75                     |
| Harald Tauscher     | 1969–1973 | von Motor Zwickau               | 80                     |

(Auswahl von Spielern mit mehr als 30 Oberligaspielen)

## Gründung des SV Rot-Weiß
Als nach der Wende wieder Vereine gegründet werden konnten, riefen Mitglieder der bisherigen BSG den „Sportverein Rot-Weiß Werdau“ ins Leben. Die 1. Fußballmannschaft wurde in die Landesliga Sachsen eingestuft. Sie verschwand nach dem Landesligaabstieg im Jahr 1994 recht schnell in der Versenkung. Nach dem erneuten Abstieg aus der Bezirksliga (Jahr 2000) wurde der Verein bis in die Kreisklasse durchgereicht. Versuche einer Fusion mit dem aus der BSG Stahl Werdau hervorgegangenen und 1990 gegründeten FC Sachsen 90 Werdau scheiterten. Nach dem Aufstieg im Jahr 2007 spielte Rot-Weiß Werdau in der Kreisliga Zwickau. Mittlerweile hat sich Rot-Weiß Werdau aus dem Spielbetrieb zurückgezogen. Die Fußballabteilung wurde 2009 aufgelöst.